# Nazistargumentet
Nazistargumentet, reductio ad Hitlerum, är en vanlig typ av "guilt by association"-argumentationsfel. Namnet myntades 1953 av den tysk-amerikanske filosofen Leo Strauss och betyder bokstavligen: "att reducera till Hitler".
Argumentet följer denna syllogism:
1. Nazisterna/Hitler stödde åsikt X.
2. Nazisterna/Hitler var ond(a).
3. Alltså är åsikt X ond.

Ibland går argumentet ett steg längre, och får mer karaktären att misskreditera personen som förestår ståndpunkten, exempelvis: 
1. Hitler stödde dödsstraff (och är ond)
2. Den andre personen (låt oss säga Churchill) stöder dödsstraff
3. Alltså är den andre personen (Churchill) ond/inte att lita på

Effekten blir ofta att Hitler och Tredje riket används som ett slagträ för att förknippa, mer eller mindre uttalade, katastrofala konsekvenser med mer vardagliga och odramatiska frågor. Ett exempel är:
- Hitler ville införa en allmän europeisk valuta
- Alltså är en allmän europeisk valuta dålig

I allmänhet är argumentationen inte så tydlig som i exemplet. En talare som försöker misskreditera en idé eller person genom att jämföra med nazisterna eller Hitler kan anses ha tagit till nazistargumentet också då talaren bara antytt sambandet. Det förekommer till exempel att skribenter och nyhetssajter försöker visa på olika paralleller mellan nutida ledare och Hitler. Underförstått följer att den nutida ledaren som associeras med Hitler är "ond" eller åtminstone att idéerna denne förespråkar är dåliga.
Ett exempel:
- Hitler ville återställa Tyskland till stormaktsstatusen innan första världskriget
- Trump vill "göra USA mäktigt igen"
- Trump och Hitler är lika[4]

Andra företeelser som Hitler eller nazisterna kan påstås ha stött eller motarbetat, och som kan användas i nazistargumentet är djurskydd, motorvägar, ekologisk odling, barnbidrag, vegetarianism, målarkonst, nykterhet, tobaksmotstånd, migrationspolitik och allmän värnplikt.[källa behövs] Det har ibland förekommit en form av ideologisk kamp mellan förespråkare för marknadsekonomi respektive planekonomi att förknippa Hitler med den motsatta ekonomiska modellen.